# فقی‌بیگلو
فقی بیگلو، روستایی است از توابع بخش مرکزی شهرستان ارومیه و در شهرستان ارومیه استان آذربایجان غربی ایران.

## جمعیت
این روستا در دهستان نازلوی جنوبی قرار داشته و بر اساس سرشماری سال ۱۳۸۵ جمعیت آن برابر با ۲۷۵ نفر (۵۵ خانوار) بوده‌است.